# فیلیپه اولیویرا (بازیکن فوتبال، زاده ۱۹۸۴)
فیلیپه اولیویرا (انگلیسی: Filipe Oliveira؛ زادهٔ ۲۷ مهٔ ۱۹۸۴) بازیکن فوتبال اهل پرتغال است.
از باشگاه‌هایی که در آن بازی کرده‌است می‌توان به باشگاه فوتبال لیتشوئس، باشگاه فوتبال تورینو، باشگاه فوتبال پارما، باشگاه فوتبال پرستون نورث اند، باشگاه ورزشی براگا، باشگاه ورزشی ماریتیمو، باشگاه فوتبال ویدتون، و باشگاه فوتبال چلسی اشاره کرد.
وی همچنین در تیم‌های ملی فوتبال زیر ۱۶ سال پرتغال، زیر ۱۸ سال پرتغال، زیر ۱۹ سال پرتغال، زیر ۲۰ سال پرتغال، زیر ۲۱ سال پرتغال، و Portugal B national football team بازی کرده‌است.